# Gelobet seist du, Jesu Christ (BWV 604)
Pour le choral éponyme, voir Gelobet seist du, Jesu Christ. Pour la cantate basée sur le choral (du même compositeur), voir Gelobet seist du, Jesu Christ (BWV 91).

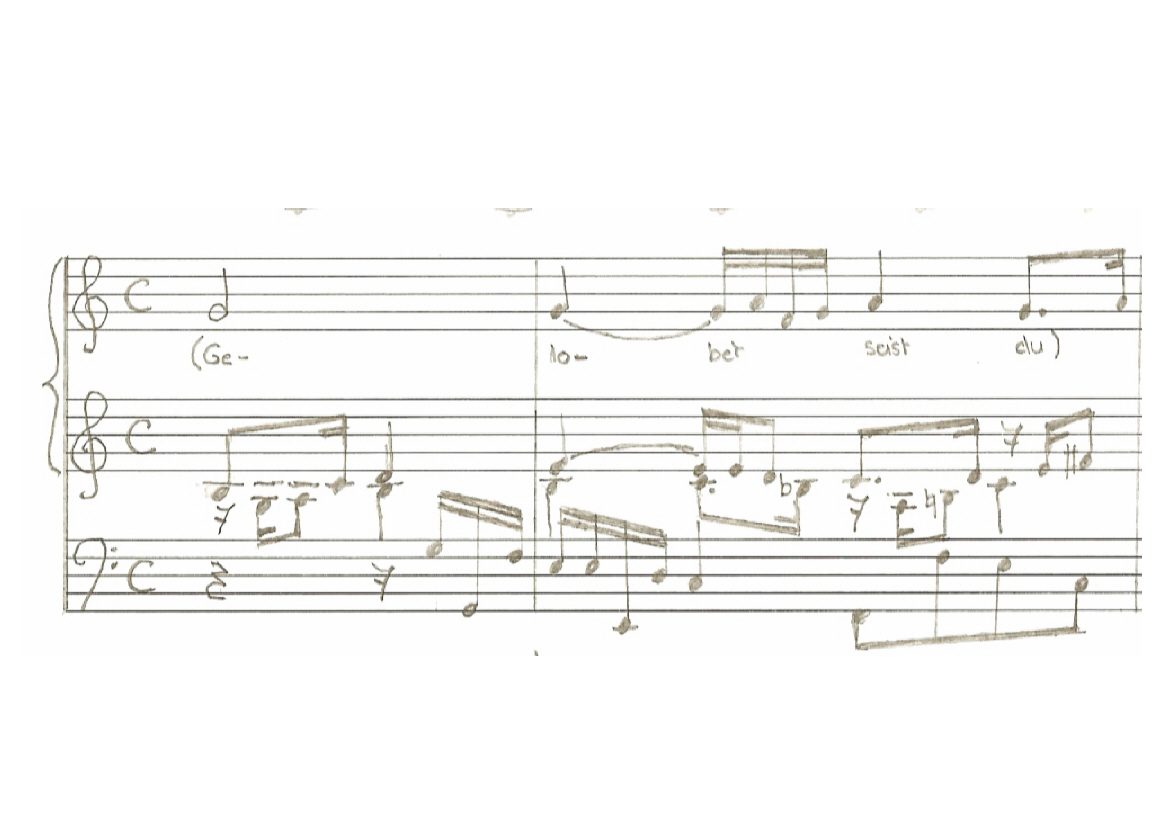
Premières mesures du choral, on remarque l'exposition du rythme principal de la basse

« Gelobet seist du, Jesu Christ », BWV 604 est un choral de Jean-Sébastien Bach en do majeur pour deux claviers et pédalier, issu de l'Orgelbüchlein (« le petit livre d'orgue »). Le tempo est d'environ 56 à la noire.

## Paroles
« Gelobet seist du Jesu Christ, dass du mensch geboren bist von einer Jungfrau das ist wahr. Dess freuet sich der Engel schaar Alleluja » (« Loué sois-tu seigneur Jésus-Christ, puisque tu t'es fait homme d'une vierge, cela est vrai. C'est pourquoi les anges du ciel se réjouissent. Alléluia. »)

## Discographie
- G.C. Baker, 45 chorals de l'Orglebüchlein - FY
- Michel Chapuis, 45 chorals de l'Orglebüchlein - Valois
- Gaston Litaize, 45 chorals de l'Orglebüchlein - Decca